# Indisch zandhoen
Het Indisch zandhoen (Pterocles indicus) is een vogel uit de familie van de zandhoenders (Pteroclididae).

## Verspreiding
Deze soort komt voor in India en het oosten van Pakistan.